# Strada Statale 31 del Monferrato
Die Strada Statale 31 (SS 31) ist eine italienische Staatsstraße, die 1928 zwischen Vercelli und der SS 10 bei Alessandria festgelegt wurde. Sie geht zurück auf die 1923 festgelegte Strada nazionale 36 (Südteil - Nordteil wurde zur SS 32). Wegen ihrer Führung durch die historische Gegend Monferrato erhielt sie den namentlichen Titel del Monferrato. Ihre Länge beträgt 53 Kilometer. Sie wurde 2001 zur Regionalstraße der Region Piemont, 2008 zur Provinzialstraße. Während sie historisch im Stadtzentrum von Vercelli von der SS 11 abzweigte verläuft sie heute südlich und westlich um Vercelli herum zur SP 11, die dann weiter als Nordumgehung von Vercelli den Ort umläuft. Weiterhin umläuft sie östlich Stroppiana, sowie östlich Villanova Monferrato, San Salvatore Monferrato und Castelletto Monferrato.
Die SS 31 hat im Laufe ihres Bestehens einen Seitenast SS 31 bis bekommen, welcher nördlich von Casale Monferrato abzweigte und parallel zum Po westlich zur SS 11 bei Chivasso verlief. Er trägt heute die Nummer SP 31 bis.